# Alba Vázquez
Alba Vázquez Ruiz (Huelva, 24 de febrero de 2002) es una deportista española que compite en natación, especialista en el estilo combinado.
Ganó dos medallas en el Campeonato Mundial Junior de Natación de 2019, oro en 400 m estilos y plata en 200 m estilos, y una medalla de oro en el Campeonato Europeo Junior de Natación de 2019 (400 m estilos).
Estudia Fisioterapia en la Universidad Católica San Antonio de Murcia.